# Dvigrad
Dvigrad (ital. Duecastelli, Docastelli) su ruševine srednjovekovnog grada smeštene u Istarskoj županiji u Limskoj dragi blizu Kanfanara.
Važan je istorijsko-arheoleološki lokalitet u turističkoj ponudi opštine Kanfanar. Najočuvanije su ruševine poslednje faze života grada smeštenog na uzvisini  Monkastelo . Na susednoj stenovitoj izbočini Kastel Parentino (zapadno od Monkastela) nalazila se još jedna utvrda, napuštena već u ranom srednjem veku.

## Istorija
Zahvaljujući izvanrednom strateškom položaju, blizini vode i obilju plodnog tla, područje je naseljeno već u praistoriji (oblik tipičnog terasastog gradinskog naselja). Arheolški nalazi potvrđuju kontinuitet naseljenosti Dvigrada u antici (keramika, oružje, predmeti svakodnevne upotrebe, numizmatika, epigrafski spomenici). U to doba selo je uključeno u sistem odbrane severne granice pulskog agera. Podno dvigradskih zidina uočeni su i tragovi antičke ceste koja je od Pule preko Bala i Dvigrada vodio u unutrašnjost Istre. Nakon višestrukih epidemija bubonske kuge krajem 6. i početkom 7. veka naseljavaju se prve slovenske skupine. U istorijskim izvorima Dvigrad se prvi put spominje 879, kada umesto pulske biskupije jurisdikciju nad dvigradskom crkvom dobija Akvilejski patrijarhat. Patrijarsi preko svojih feudalnih ovlašćenja utiču na javni i administrativni život grada nekoliko sledećih vekova. Potkraj 13. veka posed nad Dvigradom dobijaju grofovi Gorički, a patrijarh je prisutan samo kao nominalna vlast. Tokom 13. veka postepeno se menja etnička struktura stanovništva dvigradskoga područja, pa uprkos većem prilivu germanske populacije dominantan uskoro postaje slovenski etnos. Tokom 14. veka sve je veći uticaj Mletačke Republike, ali ona administrativnu vlast preuzima tek 1413, kada je donesen „Statut Dvigradskoga komuna“ kojim je stvarno ukinuta patrijarhova vlast. Nakon perioda napretka pod mletačkom upravom, krajem 14. veka dolazi do nove epidemije kuge, a na početkom 16. veka i malarije. Istovremeno pristiže novi talas doseljenika, uglavnom izbeglica pred osmanskim osvajanjima iz Zagore i Hercegovine. U vreme uskočkog rata između Venecije i Austrije, Dvigrad 1615. odoleva višednevnoj opsadi, ali uništena su okolna sela. Zbog takvih su se prilika stanovnici postepeno iseljavali u okolna područja. Oko sredine 17. veka u Dvigradu živi svega nekoliko porodica. Napuštanje crkve sv. Sofije 1714. i preseljenje župe u Kanfanar značilo je i konačan kraj kaštela.

## Karakteristike grada
Danas vidljivi ostaci su najveće ruševine urbanoga naselja u Istri i pružaju jedinstvenu sliku potpuno očuvanog tipičnog srednjovekovnog grada, tj. kaštela. Grad je opasan duplim odbrambenim zidinama, međusobno povezanim trima gradskim vratima. U sklopu unutrašnjega zida nalaze se tri kule, koje su u sadašnjoj formi izgrađene tokom 14. veka. Unutar zidina sačuvani su ostaci više od 200 zdanja te pravci komunikacija među njima.
Centralnim delom naselja, koji je ujedno i njegova najviša tačka, dominira crkva sv. Sofije. Istraživanjima je utvrđeno nekoliko građevinskih faza crkve. U najstarijoj, ranohrišćanskoj fazi (druga polovina 5. veka), crkva je bila jednobrodna zgrada sa upisanom polukružnom apsidom. Potkraj8. veka svetišni prostor se dograđuje, te dobija 3 upisane polukružne apside. U isto vreme crkva je oslikana freskama, a nešto posle (9. i 10. vek) sa južne strane su dograđeni kapela (krstionica) i zvonik. Svoj sadašnji izgled trobrodnoga zdanja sa trima polukružnim upisanim apsidama crkva dobija u doba romanike (13. vek). Tokom 14. veka na severnoj strani je dograđena sakristija. Gotičkom periodu pripada i šestostrana, reljefno ukrašena propovedaonica (danas u župnoj crkvi sv. Silvestra u Kanfanaru).
Ispred crkve nalazio se glavni gradski trg, okružen reprezentativnim objektima - gradskom palatom na istočnoj strani i prostorima koji su pripadali kaptolu na zapadnoj. Zapadno od crkve nalazi se niz prostorija vezanih za fortifikacijski sistem, a služile su za smeštaj vojne posade. Jugozapadni deo naselja čini zanatska zona, dok je ostali deo popunjen uglavnom stambenim prostorima. Kasnoantičko i ranosrednjovekovno groblje koje je pripadalo naselju nalazilo se uz crkvicu sv. Petra na lokalitetu Kacavanac južno od Dvigrada. Novije groblje, koje je i danas u funkciji, nalazi se podno severne dvigradske padine uz crkvu sv. Marije od Lakuća. Crkva je romanička zgrada sa polukružnom upisanom apsidom i preslicom na pročelju. Unutrašnjost i zidani baldahin iznad ulaza oslikani su ciklusom fresaka Šarenog majstora (kraj 15. veka).
Isti majstor oslikao je i crkvicu sv. Antuna Pustinjaka južno od Dvigrada. U srednjovekovnom periodu na području Dvigrada nalazilo se više od 20 crkava, od kojih su očuvane samo neke. Romanička kapela sv. Ilije nalazi se istočno od Dvigrada. Godina 1492. na nadvratniku upućuje na izvedenu pregradnju svoda. Na groblju u Ladićima nalazi se romanička crkva sv. Siksta, sa zvonikom na severozapadnom uglu. Na severnoj strani Ladića nalaze se ruševine ranohrišćanske crkve sv. Justa. Ranoromanička crkva sv. Agate između Vidulina i Kanfanara je jednobrodno zdanje sa poligonalnom izbočenom apsidom, u kojoj su očuvani ostaci fresaka. Zapadno od nje nalaze se ostaci romaničke crkve sv. Jakova, uz koju je, prema istorijskim izvorima, prolazila granica između teritorija Dvigrada i Žminja.
Važnu ulogu u istoriji Dvigrada imali su i benediktinci, čiji je red na dvigradskom teritoriju počeo delovati u drugoj polovici 10. veka. Osim izgradnje nekoliko manastira, među kojima je najvažniji sv. Petronila, benediktinci su oživeli taj prostor kultivacijom napuštenih terena. Ruševine samostanske crkve nalaze se uz cestu za Kanfanar. Crkva je jednobrodna, sa izbočenom pravougaonom apsidom i lezenama na spoljnom zidnom plaštu. U temeljima je očuvana i crkva benediktinskog samostana sv. Petra u okovima u Fratrije na ulišićevoj stanciji južno od Barata, a pripada retkim primerima romaničkih crkava sa trostrukim polukružnim izbočenim apsidama.